# Transversal do Tempo
| Críticas profissionais | Críticas profissionais |
| Avaliações da crítica  | Avaliações da crítica  |
| Fonte                  | Avaliação              |
| ---------------------- | ---------------------- |
| Allmusic               | [ 1 ]                  |

Transversal do Tempo é o sexto álbum ao vivo da cantora Elis Regina, lançado em 1978 pela gravadora Phonogram. O álbum foi feito a partir do show de da turnê de mesmo nome, que percorreu diversas cidades do Brasil, contando também com shows internacionais.

## Lançamento
Foi lançado inicialmente, apenas um LP, contendo 12 canções, das 25 apresentadas no espetáculo, um segundo volume, seria lançado com o show completo, mas Elis acabou se desligando da gravadora Philips por desentendimentos com seu produtor Roberto Menescal e o projeto foi cancelado. Uma das canções excluídas do álbum foi Gente de Caetano Veloso, um dos momentos mais polêmicos do show, onde no cenário apareciam placas de trânsito onde estava escrito "Beba Gente", o que provocou uma reação negativa de Caetano na imprensa da época indignado com o deboche com que sua música era tratada no show. Em 2012, a gravadora Universal Music, anunciou o lançamento do show completo, mas por motivo desconhecido, não houve lançamento do mesmo, foi lançada apenas uma edição remasterizada com as mesmas canções já lançadas no LP.

## Faixas
| N.º | Título                              | Compositor(es)                                                         | Duração |  |
| 1.  | "Fascinação (Fascination)"          | F. D. Marchetti / M. de Feraudy (versão em português: Armando Louzada) | 3:25    |  |
| 2.  | "Sinal Fechado"                     | Paulinho da Viola                                                      | 3:28    |  |
| 3.  | "Deus Lhe Pague"                    | Chico Buarque                                                          | 3:29    |  |
| 4.  | "O Rancho da Goiabada" "Construção" | João Bosco / Aldir Blanc Chico Buarque                                 | 5:39    |  |
| 5.  | "Saudosa Maloca"                    | Adoniran Barbosa                                                       | 4:38    |  |
| 6.  | "Boto"                              | Tom Jobim / Jararaca                                                   | 3:30    |  |
| 7.  | "Cão Sem Dono"                      | Sueli Costa / Paulo César Pinheiro                                     | 2:37    |  |
| 8.  | "Meio Termo" "Corpos"               | Lourenço Baeta / Cacaso Ivan Lins / Vítor Martins                      | 6:18    |  |
| 9.  | "Querellas do Brasil"               | Maurício Tapajós / Aldir Blanc                                         | 3:49    |  |
| 10. | "Cartomante"                        | Ivan Lins / Vitor Martins                                              | 4:09    |  |

## Ficha Técnica
- gravado ao vivo no Teatro Ginástico, Rio de Janeiro – RJ, entre os dias 6 e 9 de abril de 1978, diretamente da mesa operada por Rogério Costa.
- direção Musical: César Camargo Mariano
- produção: César Camargo Mariano, Aldir Blanc e Maurício Tapajós
- técnicos de som: Luigi Hoffer, Ary Carvalhães, Ivan Lisnik, Rafael Azulay
- técnicos de manutenção: Paulo César Succar
- mixagem: Luigi Hoffer, César Camargo Mariano
- fotos: Garrido
- layout: Mello Menezes
- arte final: Aldo Luiz
- roteiro e direção do show: Maurício Tapajós e Aldir Blanc
- direção musical do show: César Camargo Mariano
- programação visual do show: Mello Menezes

## Músicos
- César Camargo Mariano — teclado e arranjos
- Natan Marques — guitarras, violão, viola
- Crispim dei Cistia — guitarras e teclado
- Fernando Sizão — baixo elétrico e acústico
- Dudu Portes — bateria e percussão